# خليل محمود الصمادي
خليل محمود الصمادي (ولد 1377هـ/ 1957م) كاتب فلسطيني الأصل، من مواليد دمشق لعائلة هُجِّرَت من قرية لوبية. عمل مدرِّسًا وصحفيًّا وكاتبًا اختصَّ بالشأن التاريخي والفلسطيني، وأدب الأطفال.

## حياته
ولد خليل بن محمود الصمادي في آخر ربيع الأول 1377هـ الموافق 23 من أكتوبر 1957م بمدينة دمشق السورية. حصل على الإجازة في اللغة العربية من جامعة دمشق عام 1983م، وعلى أهلية التعليم الابتدائية من دار المعلِّمين في دمشق عام 1976م. عمل مدرسًا في مدارس مدينة دمشق من عام 1976 إلى عام 1983م، ومدرساً في المملكة العربية السعودية منذ عام 1983م في مدارسَ حكومية وخاصة وعالمية. 
نشر عشَرات البحوث والمقالات في مجلات: «الفيصل»، «المجلة العربية»، «المعرفة»، «الأسرة»، «الشقائق»، «الجندي المسلم»، «المنتدى»، «منارات»، «جريدة الحياة»، «جريدة المحايد» وغيرها. 
وهو عضو في اتحاد الكتاب والصحفيين الفلسطينيين بدمشق سنة 1999م، وعضو في رابطة الأدب الإسلامي بالرياض سنة 2003م. حضر عدَّة مؤتمرات أدبية وسياسية.

## أعماله

### مؤلفات
1. «سلسلة فتيان ولكن رجال» مكتبة العبيكان بالرياض في 1422هـ.
2. «سلسلة قصص من التاريخ» مكتبية العبيكان بالرياض عام 1423هـ.
3. «سلسلة أطفال الحجارة» مكتبة الحضارة بالرياض عام 1425هـ.
4. «1200 سؤال وجواب عن فلسطين للفتيان واليافعين» دار مؤسسة فلسطين للثقافة 2012م.
5. «ذكريات من مخيَّم اليرموك» دار صفحات للدراسات والنشر 2017م.[4]
6. «معجم شعراء فلسطين في العصر الحديث والمعاصر» دار صفحات للدراسات والنشر 2018م.
7. «مغامرات سِنْدِباد في القُدس، عشرون يومًا في يَبُوس» (رواية للفتيان) الناشر المؤلف 1444هـ/ 2022م.[5]
8. «قصص من سيرة الرسول الأعظم» دار الحضارة، الطبعة الثانية 1444هـ/ 2023م.
9. «أطفال حول الرسول صلى الله عليه وسلم» دار الحضارة، الطبعة الثالثة 1445هـ/ 2023م.
10. «أحبُّه لأنه رسولُ الله (طفولة محمد)» الناشر المؤلف 2022م، الطبعة الثالثة 1445هـ/ 2024م.
11. «عظماء تحت العشرين» الناشر المؤلف، الطبعة الأولى 1445هـ/ 2024م.

### بحوث
له خمسة أبحاث محكَّمة ضمن (موسوعة القيم ومكارم الأخلاق) بالرياض عن دار رَواح بعنوان:
- «إصلاح ذات البين».
- «الوسطية».
- «البشاشة».
- «الآداب».
- «حب الخير».

وبحثان مقدَّمان لـ (موسوعة الأديان والمذاهب المعاصرة) بالرياض عن دار إشبيلية بعنوان:
- «حركة الجهاد الإسلامي في فلسطين».
- «الشاذلية».

معجم شعراء فلسطين
ذكريات من مخيم اليرموك